# منشأة محمد
منشأة محمد إحدى قرى مركز تلا التابع لمحافظة المنوفية بجمهورية مصر العربية.

## السكان
بلغ عدد سكان منشأة محمد 1,321 نسمة، منهم 671 رجل و650 إمرأة، حسب الإحصاء الرسمي لعام 2006.